# Woodstock (Illinois)
Woodstock je grad u američkoj saveznoj državi Ilinois. Prema popisu stanovništva iz 2010. u njemu je živjelo 24.770 stanovnika.